# Карберрі
Карберрі (англ. Carberry) — містечко в Канаді, у провінції Манітоба, у складі муніципалітету Норт-Сайпрес-Леґфорд.

## Населення
За даними перепису 2016 року, містечко нараховувало 1738 осіб, показавши зростання на 4,1%, порівняно з 2011-м роком. Середня густина населення становила 350,7 осіб/км².
З офіційних мов обидвома одночасно володіли 60 жителів, тільки англійською — 1 635, а 10 — жодною з них. Усього 80 осіб вважали рідною мовою не одну з офіційних, з них 5 — одну з корінних мов, а 5 — українську.
Працездатне населення становило 60,5% усього населення, рівень безробіття — 3,6% (3,4% серед чоловіків та 5% серед жінок). 91,6% осіб були найманими працівниками, а 8,4% — самозайнятими.
Середній дохід на особу становив $40 856 (медіана $38 221), при цьому для чоловіків — $51 961, а для жінок $31 230 (медіани — $49 109 та $30 464 відповідно).
29,8% мешканців мали закінчену шкільну освіту, не мали закінченої шкільної освіти — 26,2%, 43,6% мали післяшкільну освіту, з яких 25,8% мали диплом бакалавра, або вищий.
| Статево-вікова структура населення | Статево-вікова структура населення | Статево-вікова структура населення | Статево-вікова структура населення | Статево-вікова структура населення |
| ---------------------------------- | ---------------------------------- | ---------------------------------- | ---------------------------------- | ---------------------------------- |
|                                    |                                    |                                    |                                    |                                    |
| Всього                             | Всього                             | 49,1%50,9%                         |                                    |                                    |
| 0 — 14 років                       | 0 — 14 років                       |                                    | 18,7%                              | 18,7%                              |
| 15 — 64 років                      | 15 — 64 років                      |                                    | 57,2%                              | 57,2%                              |
| 65 і більше                        | 65 і більше                        |                                    | 24,1%                              | 24,1%                              |
| 85 і більше                        | 85 і більше                        |                                    | 5,7%                               | 5,7%                               |
| 100 і більше                       | 100 і більше                       |                                    | 0,3%                               | 0,3%                               |
| Середній вік (років)               | Середній вік (років)               | 40,446,4                           | 43,4                               | 43,4                               |
| Медіана (років)                    | Медіана (років)                    | 39,246,0                           | 42,1                               | 42,1                               |
| — чоловіки — жінки                 |                                    |                                    |                                    |                                    |

| Походження мешканців:     | Походження мешканців:     | Походження мешканців: | Походження мешканців: | Походження мешканців: |
| ------------------------- | ------------------------- | --------------------- | --------------------- | --------------------- |
| Походження                |                           |                       | осіб                  | %                     |
| Корінні американці        | Корінні американці        |                       | 160                   | 9.47%                 |
| Інше північноамериканське | Інше північноамериканське |                       | 430                   | 25.44%                |
| Європейське               | Європейське               |                       | 1 395                 | 82.54%                |
| британське                | британське                |                       | 1 090                 | 64.5%                 |
| французьке                | французьке                |                       | 160                   | 9.47%                 |
| українське                | українське                |                       | 140                   | 8.28%                 |
| Карибське                 | Карибське                 |                       | 15                    | 0.89%                 |
| Африканське               | Африканське               |                       | 15                    | 0.89%                 |
| Азійське                  | Азійське                  |                       | 50                    | 2.96%                 |

| Зайнятість населення за галузями (за класифікацією NOC): | Зайнятість населення за галузями (за класифікацією NOC): | Зайнятість населення за галузями (за класифікацією NOC): | Зайнятість населення за галузями (за класифікацією NOC): | Зайнятість населення за галузями (за класифікацією NOC): |
| -------------------------------------------------------- | -------------------------------------------------------- | -------------------------------------------------------- | -------------------------------------------------------- | -------------------------------------------------------- |
|                                                          |                                                          |                                                          |                                                          |                                                          |
| Управління                                               | Управління                                               |                                                          | 9%                                                       | 9%                                                       |
| Бізнес, фінанси та адміністрування                       | Бізнес, фінанси та адміністрування                       |                                                          | 11,4%                                                    | 11,4%                                                    |
| Природничі та прикладні науки                            | Природничі та прикладні науки                            |                                                          | 4,2%                                                     | 4,2%                                                     |
| Охорона здоров'я                                         | Охорона здоров'я                                         |                                                          | 4,2%                                                     | 4,2%                                                     |
| Освіта, правозахист, муніципальні та урядові служби      | Освіта, правозахист, муніципальні та урядові служби      |                                                          | 19,2%                                                    | 19,2%                                                    |
| Мистецтво, культура, відпочинок та спорт                 | Мистецтво, культура, відпочинок та спорт                 |                                                          | 1,2%                                                     | 1,2%                                                     |
| Роздрібна торгівля та послуги                            | Роздрібна торгівля та послуги                            |                                                          | 22,8%                                                    | 22,8%                                                    |
| Гуртова торгівля, транспорт та обладнання                | Гуртова торгівля, транспорт та обладнання                |                                                          | 14,4%                                                    | 14,4%                                                    |
| Природні ресурси, сільське господарство                  | Природні ресурси, сільське господарство                  |                                                          | 9,6%                                                     | 9,6%                                                     |
| Виробництво                                              | Виробництво                                              |                                                          | 5,4%                                                     | 5,4%                                                     |

## Клімат
Середня річна температура становить 2,4°C, середня максимальна – 23,9°C, а середня мінімальна – -24,3°C. Середня річна кількість опадів – 483 мм.
| Клімат поселення                              | Клімат поселення | Клімат поселення | Клімат поселення | Клімат поселення | Клімат поселення | Клімат поселення | Клімат поселення | Клімат поселення | Клімат поселення | Клімат поселення | Клімат поселення | Клімат поселення | Клімат поселення |
| Показник                                      | Січ.             | Лют.             | Бер.             | Квіт.            | Трав.            | Черв.            | Лип.             | Серп.            | Вер.             | Жовт.            | Лист.            | Груд.            |                  |
| Середній максимум, °C                         | −11,24           | −7,38            | −0,62            | 9,58             | 17,75            | 23,00            | 23,93            | 23,09            | 17,46            | 10,44            | 0,44             | −8,91            |                  |
| Середня температура, °C                       | −17,76           | −13,89           | −7,12            | 3,08             | 11,22            | 16,50            | 19,04            | 18,20            | 12,58            | 5,54             | −4,44            | −13,82           |                  |
| Середній мінімум, °C                          | −24,26           | −20,41           | −13,63           | −3,43            | 4,71             | 10,00            | 14,16            | 13,32            | 7,68             | 0,66             | −9,34            | −18,7            |                  |
| Норма опадів, мм                              | 19               | 18               | 28               | 24               | 67               | 84               | 67               | 61               | 41               | 30               | 21               | 23               |                  |
| Середньомісячна швидкість вітру, м/с          | 4.10             | 4.10             | 4.20             | 4.40             | 4.60             | 4.00             | 3.50             | 3.60             | 4.09             | 4.34             | 4.24             | 4.10             |                  |
| Середньомісячна сонячна радіація, кДж/м²·день | 4192             | 7489             | 12624            | 17210            | 20069            | 21171            | 21946            | 18630            | 12949            | 7823             | 4253             | 3178             |                  |
| --------------------------------------------- | ---------------- | ---------------- | ---------------- | ---------------- | ---------------- | ---------------- | ---------------- | ---------------- | ---------------- | ---------------- | ---------------- | ---------------- | ---------------- |
| Джерело:                                      |                  |                  |                  |                  |                  |                  |                  |                  |                  |                  |                  |                  |                  |